# Liste der Monuments historiques in Magneux (Marne)
Die Liste der Monuments historiques in Magneux führt die Monuments historiques in der französischen Gemeinde Magneux auf.

## Liste der Immobilien
| Bezeichnung             | Beschreibung           | Standort               | Kennzeichnung | Schutzstatus | Datum | Bild           |
| ----------------------- | ---------------------- | ---------------------- | ------------- | ------------ | ----- | -------------- |
| Kirche St-Jean-Baptiste | ab dem 15. Jahrhundert | Rue de l’Église (Lage) | PA00078734    | Classé       | 1920  | weitere Bilder |

## Liste der Objekte
| Bezeichnung                        | Beschreibung                                                    | Standort                              | Kennzeichnung | Schutzstatus    | Datum  | Bild |
| ---------------------------------- | --------------------------------------------------------------- | ------------------------------------- | ------------- | --------------- | ------ | ---- |
| Kirchenfenster Heilige Barbara (1) | aus dem 16. Jahrhundert; während des Ersten Weltkriegs zerstört | in der Kirche St-Jean-Baptiste (Lage) | PM51001515    | Classé gelöscht | ? 1942 |      |
| Kirchenfenster Heilige Barbara (2) | aus dem 16. Jahrhundert; während des Ersten Weltkriegs zerstört | in der Kirche St-Jean-Baptiste (Lage) | PM51001517    | Classé gelöscht | ? 1942 |      |
| Passionsretabel                    | Stein, 15. Jahrhundert                                          | in der Kirche St-Jean-Baptiste (Lage) | PM51000522    | Classé          | 1905   |      |
| Glocke                             | 1506 gegossen                                                   | in der Kirche St-Jean-Baptiste (Lage) | PM51001516    | Classé gelöscht | ? 1959 |      |
| Kruzifix                           | Holz, 17. Jahrhundert                                           | in der Kirche St-Jean-Baptiste (Lage) | PM51001905    | Inscrit         | 1976   |      |